# South Carolina Stingrays
South Carolina Stingrays je profesionální americký klub ledního hokeje, který sídlí v North Charlestonu v Jižní Karolíně. Do ECHL vstoupil v ročníku 1993/94 a hraje v Jižní divizi v rámci Východní konference. Své domácí zápasy odehrává v hale North Charleston Coliseum s kapacitou 10 537 diváků. Klubové barvy jsou námořnická modř, červená, bílá a stříbrná. Jedná se o farmu klubů Washington Capitals (NHL) a Hershey Bears (AHL).
Klub je trojnásobným držitelem Kelly Cupu, trofeje pro vítěze ECHL.

## Úspěchy
- Vítěz ECHL ( 3× )
  - 1996/97, 2000/01, 2008/09

## Přehled ligové účasti
Zdroj:
- 1993–1994: East Coast Hockey League (Východní divize)
- 1994–1995: East Coast Hockey League (Jižní divize)
- 1995–1997: East Coast Hockey League (Východní divize)
- 1997–2003: East Coast Hockey League (Jihovýchodní divize)
- 2003–2004: East Coast Hockey League (Jižní divize)
- 2004–2005: East Coast Hockey League (Východní divize)
- 2005–2014: East Coast Hockey League (Jižní divize)
- 2014–2015: East Coast Hockey League (Východní divize)
- 2015– : East Coast Hockey League (Jižní divize)